# 2014年冬季奧林匹克運動會烏克蘭代表團
2014年冬季奧林匹克運動會烏克蘭代表團是烏克蘭派出的2014年冬季奧林匹克運動會代表團，共有45名運動員參與九項目賽事。

## 外部連結
- Ukraine at the 2014 Winter Olympics（页面存档备份，存于）